# おトラさんのお化け騒動
『おトラさんのお化け騒動』（おトラさんのおばけそうどう）は、1958年8月5日に東宝系で公開された日本映画である。モノクロ。東宝スコープ。東京映画作品。59分。

## 概要
『おトラさん』シリーズ第4作。本作からシネスコ作品となり、それまで共同担当だった新井一が単独で脚本を執筆、さらに音楽が神津善行になり、以後最終作『おトラさん大繁盛』までこの体制となる。
本作は夏ということで「お化け」をテーマにしているものの、ホラー性は希薄である。その一方で、第1作で使われた「おトラさんは蛙を見ると倒れる」という設定が久し振りに登場した。また、目の悪い父を持つ女性のためにおトラが踊りの師匠役を務めて援助するという、人情物の要素も含まれている。
本作からは京都出身の女中・おはながレギュラー入りし、さらに助演として、当時人気者だった由利徹・南利明・八波むと志の通称「脱線トリオ」が登場、以降この「脱線トリオ」は『大繁盛』まで出演することとなる（ただし八波は『大繁盛』には登場しない）。

## ストーリー
夏休みの朝、仕事疲れで寝ている牛三を家に残し、日野江家はラジオ体操へ。その場で彼らは町内の女中達から、新顔の女中で京都出身のおはなを紹介された。そして家に帰ると牛三は不機嫌状態、隠していたへそくりをタツオがネコババしたからだ。しかもタツオは逆に牛三を脅迫、牛三はグーの音も出なかった。やがておはなは女中達に東京の各地を案内されるが、そのおはながある晩、近所の池のほとりで幽霊を見たと言った。そこでおトラが出馬、その結果、幽霊の正体は映画のポスターだと分かる。だがその場所にいた老婆が出した物を見て、おトラはぶっ倒れた。それはおトラが嫌いな蛙だったからだ。
やがて正気が戻ったおトラに、郷里の潮来から「三十三カイキニツキオイデコウ」という電報が来た。これを見ておトラは不思議がる。確かに近々父の三十三回忌なのだが、潮来には知人は居ないはず。しかし皆に勧められ、おトラは潮来へ里帰りした。おトラは「まこも荘」という宿に泊まるが、そこへ奇妙な男二人がやって来た。一人は村の村長、もう一人は助役であり、二人は近々この村で行われる「盆踊りコンクール」に出演して欲しいという。どうやら二人は、おトラを著名な踊りの師匠・赤柳みどりと間違えているらしい。やがておトラは無事法要を済ませ、宿に戻るが、父の位牌が後ろを向いたり、電燈が暗くなったりした。もしや父の墓に何かあったのかと、虫の知らせを感じたおトラは墓地へ。くだんの墓地では、八郎・徹三・利雄の高校生三人組が肝試しをやっており、現れたおトラを驚かそうとした。だが当のおトラは何も気づかず平気の平左。しかし墓地の蛙を見てまた倒れてしまった。やがて日野江家に「オトラサンキトク」という電報が来た。それを知った日野江家は女中達や御用聞き達と共に潮来へ直行した。
その頃おトラは、墓地に居あわせた女性・てる子に助けられていた。そしててる子から、自分の父が最近目が悪くなり、東京の医者で治療したいのだが、治療費が10万円もかかるという事を聞かされる。そこへ村長と助役が先の件で出演交渉に来た。おトラは「10万円で引き受けましょう」と約束した。こんな中、仲介人としてやって来た小西と、日野江家・お八重・お豆の面々は、おトラが妙な態度を採るのであっけに取られる。やがておトラは村長と助役が居なくなったのを見計らい、全てを教えた。それを知った皆は相談し、小西は赤柳のマネージャーに、日野江家達は赤柳の女中一同となった。そこへ三度助役が現れ、日取りの事で交渉しに来た。日取りの打ち合わせが進む中、そこにある女性が現れる。何と彼女こそ、本物の赤柳みどりだった。あわてたお八重とお豆は「この人、お豆腐屋さんですね」「あんたこそ偽者でしょ!」と誤魔化す。そして皆が居なくなった所で、おトラは赤柳に全てを打ち明けた。事情を知った赤柳は「盆踊りの間だけ私になって欲しい」と了解した。かくて当日、盆踊りコンクールは盛大に行われた。もちろん村長や助役は何も知らなかった……。

## スタッフ
- 製作：富岡敦雄
- 原案：西川辰美
- 原作：有崎勉（柳家金語楼）
- 脚本：新井一
- 監督：小田基義
- 撮影：伊東英男
- 音楽：神津善行
- 美術：島康平
- 照明：森康
- 録音：西尾昇

## 出演者
- おトラさん：柳家金語楼
- 日野江牛三：有島一郎
- 日野江馬子：水の也清美
- 日野江トリ江：川田孝子
- 日野江タツオ：日吉としやす
- お八重：若水ヤエ子
- お豆：小桜京子
- てる子（潮来の女性）：小柳節子
- 住職：左卜全
- 小坊主：中村武
- 小西得郎：小西得郎
- 「まこも荘」の番頭：宮田洋容
- 「まこも荘」の女中：氏家真紀
- おタケ：本町千代子
- おはな：丘みどり
- 長さん：柳沢真一
- 魚サブ：大辻三郎
- 平さん：平凡太郎
- 八百屋：滝雅男
- 八郎（潮来の高校生）：八波むと志（脱線トリオ）
- 徹三（同上）：由利徹（同上）
- 利雄（同上）：南利明（同上）
- 民謡歌手：青木はるみ
- 蛙を持つ老婆：梅野公子
- 赤柳みどり（踊りの師匠）：春日千里

## 同時上映
『花の慕情』
- 原作：吉屋信子／脚本：池田忠雄、杉本彰、沢村勉／監督：鈴木英夫／主演：司葉子

## 参考資料
- キネマ旬報